# Église Saint-Sulpice de Mergey

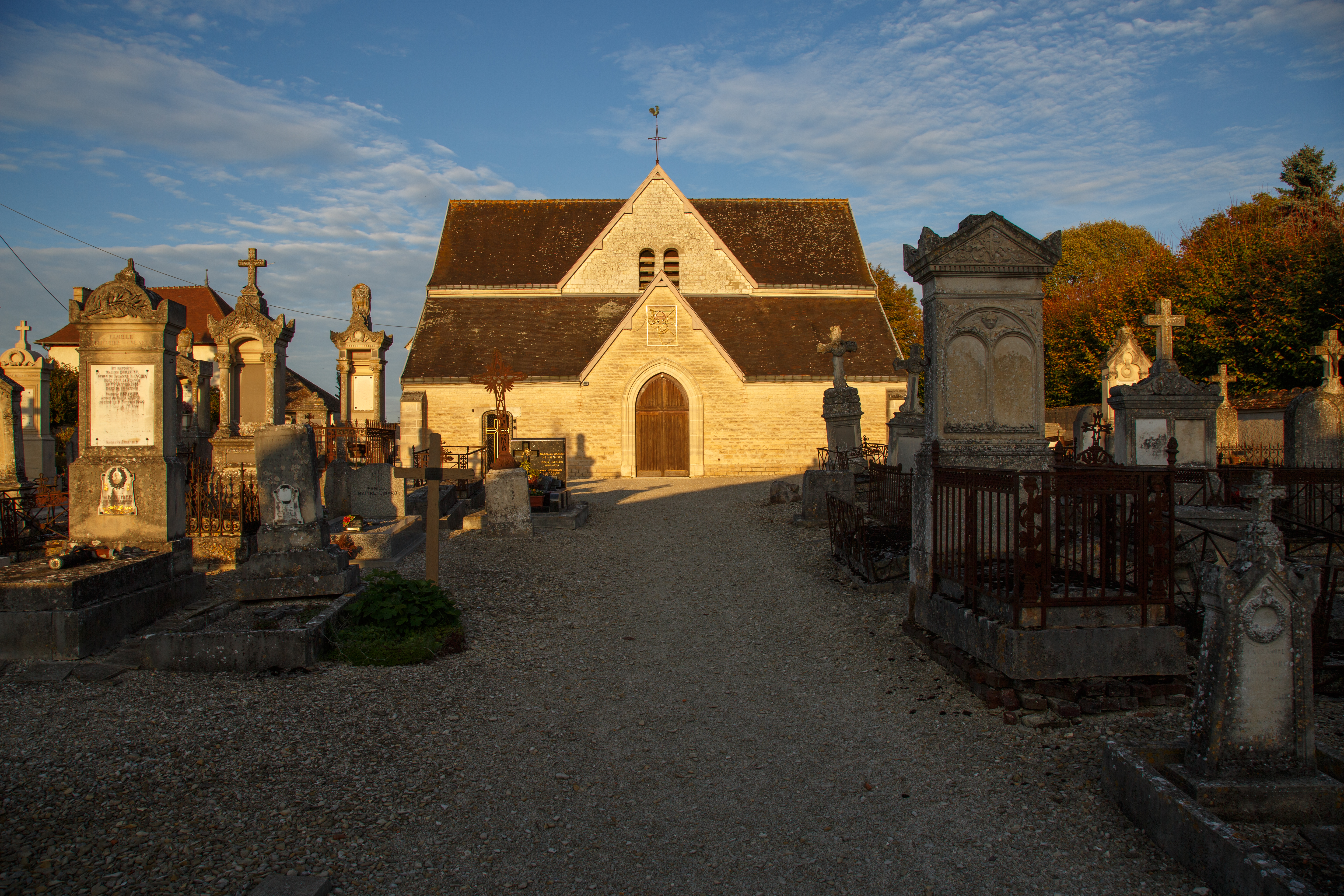
Fin d'après-midi sur l'église de Mergey.

Pour les articles homonymes, voir Église Saint-Sulpice.
L'église Saint-Sulpice est une église située à Mergey, en France.

## Description
Elle est bâtie sur une forme de croix latine. La nef ainsi qu'une travée du transept sont du XIIe siècle, l'abside à cinq pans et les autres parties sont elles du XVe siècle.
Elle possède un mobilier du XVIe siècle comme un triptyque de statues formant le retable de la chapelle Saint-Nicolas surmonté d'un christ en croix , une Marie à l'enfant. Un lavabo en niche à crédence et une statue de Sulpice en chêne polychrome doré.

## Localisation
L'église est située sur la commune de Mergey, dans le département français de l'Aube.

## Historique
Cette église date des XIIIe et XVIe siècles et faisait partie de la paroisse qui relevait du Grand-Doyenné de Troyes et qui était à la présentation du prieur de Saint-Sépulcre. Le pouillé de 1761 donne saint Julien comme second patron. 
L'édifice est inscrit au titre des monuments historiques en 1951.